# 象 (シャンチー)

相、象の駒

「相」（そう）または「象」（ぞう）（拼音: xiàng シィァン）は、シャンチー（中国象棋）の駒である。それぞれのプレーヤーが2枚ずつ持つ。紅方（先手）が「相」、黒方（後手）が「象」。
「相（象）」の動きを「飛相（象）」と呼ぶ。相（象）は、漢字の「田」の字の対角線の一方の端からもう一方の端まで移動する。つまり、斜めに2歩動く。これは俗称で「象走田」と呼ばれる。ただし、「田」の字の中心に駒がある時はその方向には移動できず、これは「塞象眼」（象の眼を塞ぐ）と呼ばれる。「相（象）」は河の境界内の自分の領域でのみ移動でき、「過河（川を渡る）」ことはできない。
象は戦象である。「相」の字は敵と味方を区別するために使用され（中国語での音は同じ）、字義は一致しない。